# Гамбула
Гамбула (фр. Gamboula, санго Gambula) — город на юго-западе Центральноафриканской Республики, на территории префектуры Мамбере-Кадеи.
В окрестностях Гамбулы произрастали табачные плантации.

## География
Абсолютная высота — 608 метров над уровнем моря. Город расположен на границе с Камеруном.

## Население
По данным на 2013 год численность населения составляет 17 585 человек.
Динамика численности населения города по годам:
| 1988  | 2003   | 2013   |
| ----- | ------ | ------ |
| 5 300 | 13 048 | 17 585 |